# Jules de Rasse
Le baron Jules Auguste Charles Henri Joseph de Rasse, né le 6 septembre 1808 à Tournai et mort le 3 mai 1883 à Enghien-les-Bains, est un diplomate et homme politique belge.

## Biographie
Jules de Rasse est le fils du chevalier Charles de Rasse, maire et bourgmestre de Tournai et membre des États provinciaux du Hainaut, et de Charlotte Monique Bernardine Lefebvre, ainsi que le frère du baron Alphonse de Rasse, bourgmestre de Tournai et sénateur.
Le 23 septembre 1830, Jules de Rasse arriva à Bruxelles et apporta aux partisans de la révolution belge deux barils de poudre et d'argent, et en rentrant à Tournai, il réunit et arma dans plusieurs communes des volontaires à sa frais.
En 1836, il fut nommé attaché et secrétaire de la légation belge à Paris.
Commissaire royal de l'arrondissement de Tournai, de Rasse fut, en 1856, élu membre de la Chambre des représentants. Il ne le demeura que jusqu'en décembre 1857.
En qualité de conseiller de légation, il fit partie de l'ambassade extraordinaire chargée de représenter le roi des Belges au couronnement du roi de Portugal en 1856.
Il obtint concession de noblesse héréditaire avec le titre de chevalier en 1844, puis baron en 1847, avec extension du titre à tous ses descendants. Il fut chevalier de l'ordre de Léopold et de l'ordre de la Légion d'honneur, commandeur de l'ordre d'Isabelle la Catholique et de l'ordre de Notre-Dame de Villa-Viçosa et décoré de la croix de fer.
Il épouse Caroline Jeanne Bersolle, fille d'Armand Denis Bersolle, armateur et négociant à Brest, et d'Antoinette Caroline Lefebvre.